# Аосіма (Ехіме)
Аошіма (яп. 青島, Aoshima), також відомий як Котячий острів (яп. 猫の島, Neko no shima), розташований у Префектурі Ехіме, Японія, відомий завдяки великій кількості котячих мешканців і малій кількості людей. У ЗМІ повідомлялося про те, що кількість котів перевищує кількість людей у співвідношенні 6:1 та 10:1 , але коли літні мешканці острову померли — співвідношення збільшилося приблизно до 36:1.Коти були завезені задля боротьби з гризунами на рибальських човнах, але залишилися на острові та розмножились там у великій кількості.
Котячих мешканців Аошіми годують за рахунок пожертвувань їжі з усієї Японії. Вони також їдять дрібних тварин на острові та їжу, якою їх пригощають відвідувачі.
Острів становить приблизно 1,6 кілометрів. Є частиною Наґахама в окрузі Кіта, але станом на  2005 , є частиною міста Озу.
Населення на острові значно скоротилося після того, як ремесло сардин вичерпалось, а робочі місця переїхали в міста. Станом на лютий 2019-го року, лише шість людей живуть на Аошімі.

## Огляд
Спочатку Аошіма був незаселеним островом. Село було утворено в 1639 році шляхом колективного переселення 16 сімей та їхніх нащадків із села Сакоші в Баншю (нині місто Ако), і розвивався як рибальське село, яке займалось виловом сардин з допоміжним сільськогосподарським виробництвом.
Спочатку острів був лише рибальським селом, яке підтримувалося торгівлею сардинами; рибалки брали з собою котів, щоб знешкоджувати гризунів, зрештою залишаючи котів на острові, коли покидали його. Окрім того, місцеві жителі піклувалися про тварин, саме тоді популяція кішок почала зростати. Проте з роками торгівля сардинами скоротилася, і більшість людей покинули острів, у пошуках кращого життя на материку.
Початкова школа Аошіма була закрита в березні 1979 року, і з тих пір використовувалася як громадський центр, а на сьогоднішній день використовується як тимчасовий заклад для розміщення відвідувачів острова.
Станом на 2024 рік кількість заборонених зон в Аошімі зростає. Дорогу до хвилерізу перекрили. В'їзд на територію, де проживають мешканці острова, заборонено. Через погодні умови (тайфуни, сильні дощі, сильний вітер) покинуті будинки були зруйновані, а дороги перекриті. Є ймовірність того, що через п'ять років острів стане незаселеним.
У 1945 році острів був рибальським селом із населенням приблизно 900 осіб. Максимальна кількість домогосподарств досягла 165 у 1960 році.
У 2013 році на острові, за оцінками, проживало 50 жителів. У 2018 році Ehime Shimbun повідомили, що населення зменшилося до 13 із середнім віком «понад 75». У 2019 році Asahi Shimbun Globe повідомляв, що на острові залишилося лише шість жителів. Острів приваблює туристів, які відвідують котів і годують їх.
Популяція котячих на острові становила від 120 до 130 в період між 2015 і 2018 роками
У лютому 2018 року Ehime Shimbun повідомили, що всі коти на острові будуть стерилізовані, з метою зменшення популяції котячих, у відповідь на зменшення популяції людей. До жовтня 210 кішок було стерилізовано та кастровано, а ще 10-ти котів не відловили, але їх сховав пенсіонер, який виступав проти програми стерилізації.
10 травня 2023 року New York Times повідомила, що населення острова скоротилося до п'яти осіб.
Грудень 2024: четверо людей, 80 котів.

## Галерея

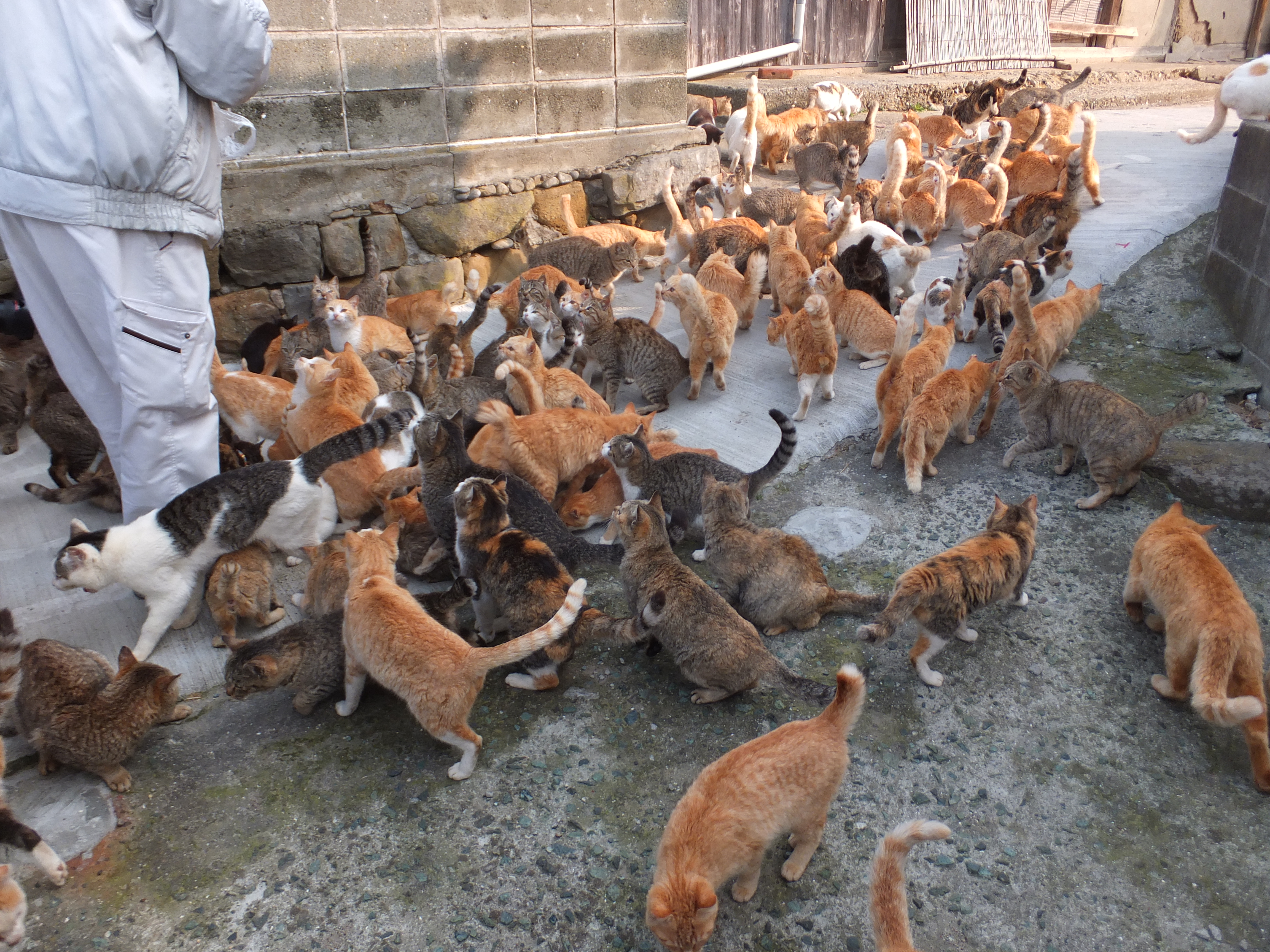
Жителі острова, у порту, годують котів.
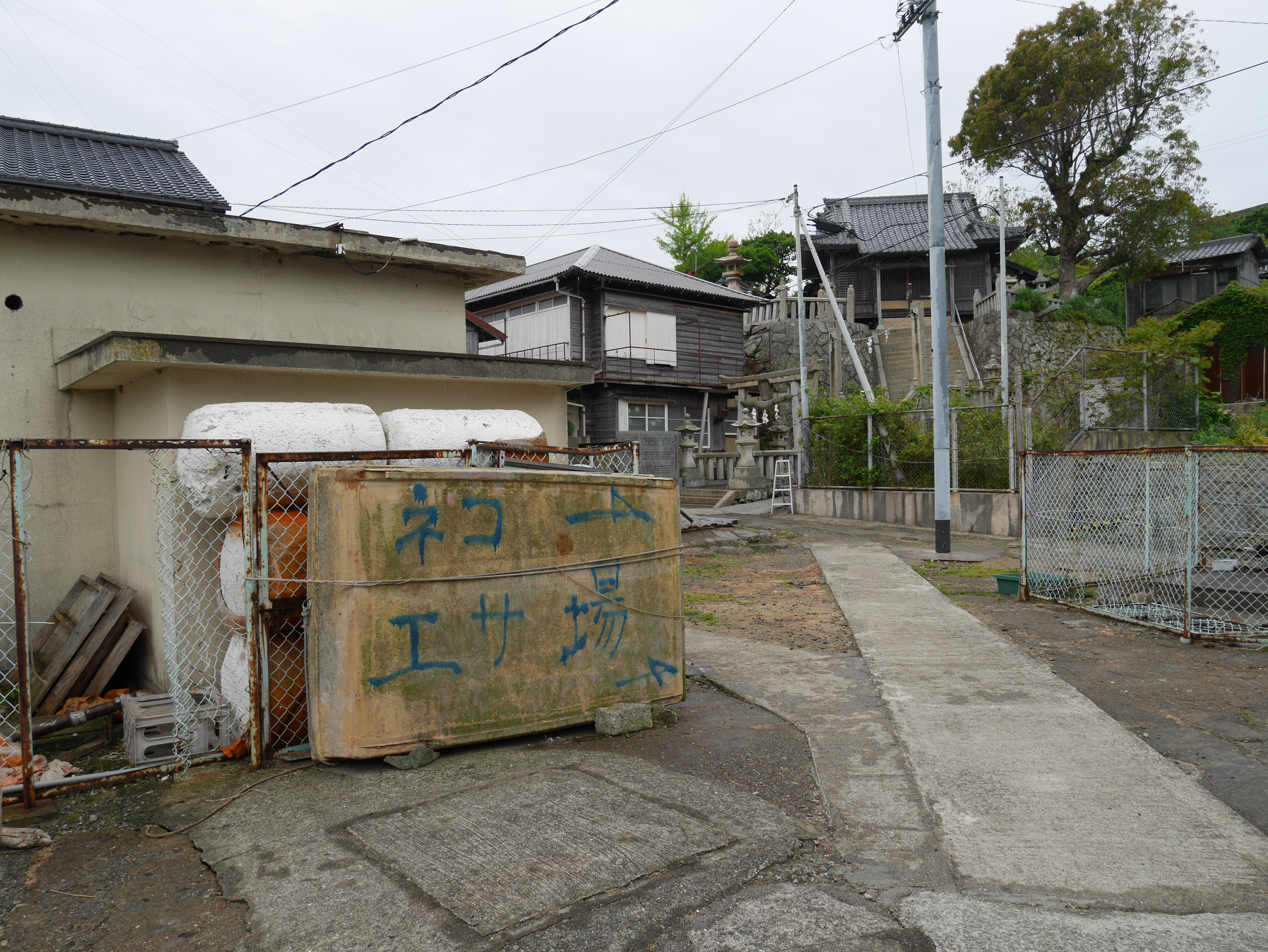
Особливе місце для годування котів у кількох хвилинах від порту. Позаду – храм Аошіма.
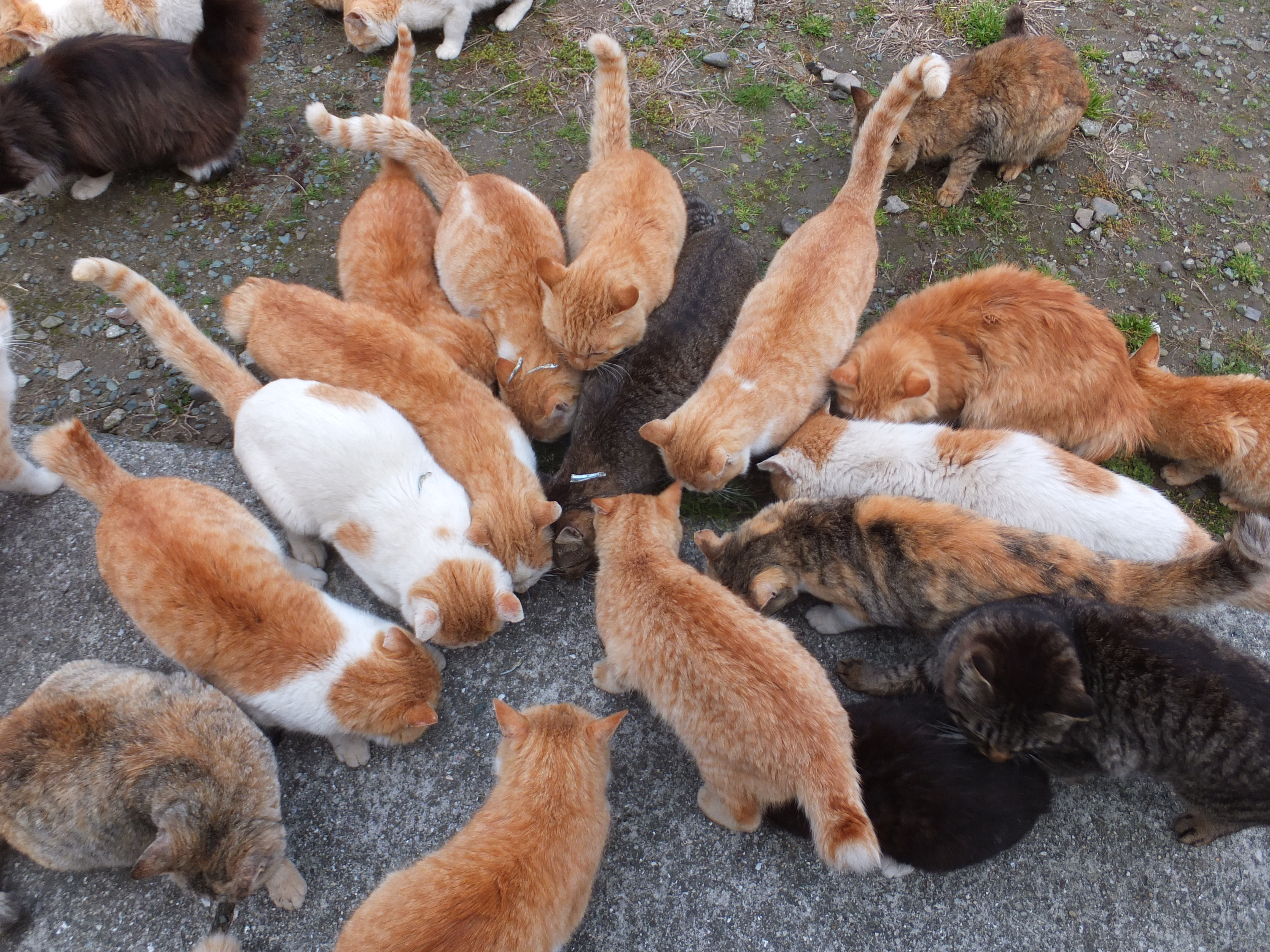
Коти їдять їжу у спеціально відведеному місці для годування.

- Айношіма (Шінгу), також відомий як «Острів котячого раю»
- Ташіроджіма, також відомий як «Котячий острів»
- Окуношіма, відомий як «Кролячий острів»